# Resolució 1774 del Consell de Seguretat de les Nacions Unides
La Resolució 1774 del Consell de Seguretat de les Nacions Unides fou adoptada per unanimitat el 14 de setembre de 2007. Després de recordar les resolucions 955 (1995), 1165 (1998), 1329 (2000), 1411 (2002), 1431 (2002), 1449 (2002), 1503 (2003) i 1534 (2004) sobre Ruanda, i examinada la seva candidatura pel Secretari General Ban Ki-moon, el Consell de Seguretat ha tornar a nomenar Hassan Bubacar Jallow com a fiscal general del Tribunal Penal Internacional per a Ruanda per un període de quatre anys, amb efecte a partir del 15 de setembre de 2007, amb subjecció a l'anterior cessament del Consell per la finalització del treball del Tribunal.